# Xã Delmore, Quận McPherson, Kansas
Xã Delmore (tiếng Anh: Delmore Township) là một xã thuộc quận McPherson, tiểu bang Kansas, Hoa Kỳ. Năm 2010, dân số của xã này là 169 người.